# Honfoglalás (film)
A Honfoglalás 1996-ban, a millecentenárium alkalmából bemutatott magyar történelmi film Koltay Gábor rendezésében. A film a magyarok honfoglalását dolgozza fel.

## Szereplők
| Szereplő        | Színész                             | Szerep                                                        |
| --------------- | ----------------------------------- | ------------------------------------------------------------- |
| Árpád fejedelem | Franco Nero magyar hang: Tordy Géza | A Megyer törzs vezére, apja, Álmos mellett társfejedelem.     |
| Álmos           | Sinkovits Imre                      | Árpád apja, a Megyer törzs vezére, majd a magyarok fejedelme. |
| Előd vezér      | Bitskey Tibor                       | A Nyék törzs vezére.                                          |
| Kond vezér      | Csurka László                       | A Kürtgyarmat törzs vezére.                                   |
| Ond vezér       | Kaszás Géza                         | A Tarján törzs vezére.                                        |
| Tas vezér       | Dörner György                       | A Jenő törzs vezére.                                          |
| Huba vezér      | Körtvélyessy Zsolt                  | A Kér törzs vezére.                                           |
| Tétény vezér    | Csendes László                      | A Keszi törzs vezére.                                         |
| Kesö            | Koncz Gábor                         | Árpád, majd Levente nevelőtisztje.                            |
| Levente         | Anger Zsolt                         | Árpád fia.                                                    |
| Hajnal          | Gryllus Dorka                       | Levente szerelme.                                             |
| Táltos          | Fülöp Viktor                        | Árpád törzsének főtáltosa.                                    |
| Virág           | Holl Zsuzsa                         | Hajnal anyja.                                                 |
| Kér apó         | Czikéli László                      | Öreg pásztor Árpád törzséből.                                 |
| Oleg fejedelem  | Helyey László                       | Kijevi fejedelem.                                             |
| Metód           | Sinkó László                        | Keresztény prédikátor.                                        |
| Bizánci követ   | Makrai Pál                          | Bölcs Leó császár követe.                                     |
| Kusid           | Dengyel Iván                        | Árpád hírszerzője.                                            |
| Réka            | Varga Klára                         | Árpád felesége, Levente születése után meghal.                |
| a gyermek Árpád | Bene Sándor                         |                                                               |
| Levente fia     | Tóth Csák Máté                      |                                                               |

## Kritikák
A filmet rengeteg kritika érte a vontatott történet, a gyengén kivitelezett „tömegjelenetek”, a túlzottan patetikus elemek (pl. gyakori távolba nézés, életszerűtlenül emelkedett hangvételű párbeszédek) és a filmben előforduló hibák, bakik miatt. Előfordultak anakronisztikus kellékek is, mint a zománcozott üst vagy a csíkos dinnye, vagy az akácfák közt felvett jelenetek. Azt is sokan kifogásolták, hogy az egyik legjelentősebb magyar történelmi esemény fő alakját külföldi színész alakította.[forrás?]

## Érdekességek
Koltay eredetileg más világsztárokat is akart még a produkcióba szerződtetni Franco Nerón kívül. Álmos vezér szerepére Anthony Quinnt szánták, Oleg kijevi fejedelmet pedig Omar Sharif játszotta volna a tervek szerint, sőt szerették volna Max von Sydow-t is bevonni. Végül ezek a tervek nem váltak valóra (a film amerikai premierjét azonban megtekintette Anthony Quinn).
A filmnek létezik egy hosszabb, két és fél órás televíziós változata is.

## Nézettség
A nézettségi adatok szerint 504 742 jegyet adtak el rá, és ezzel a hatodik legnézettebb magyar film a rendszerváltás óta.